# Orgullo LGBT

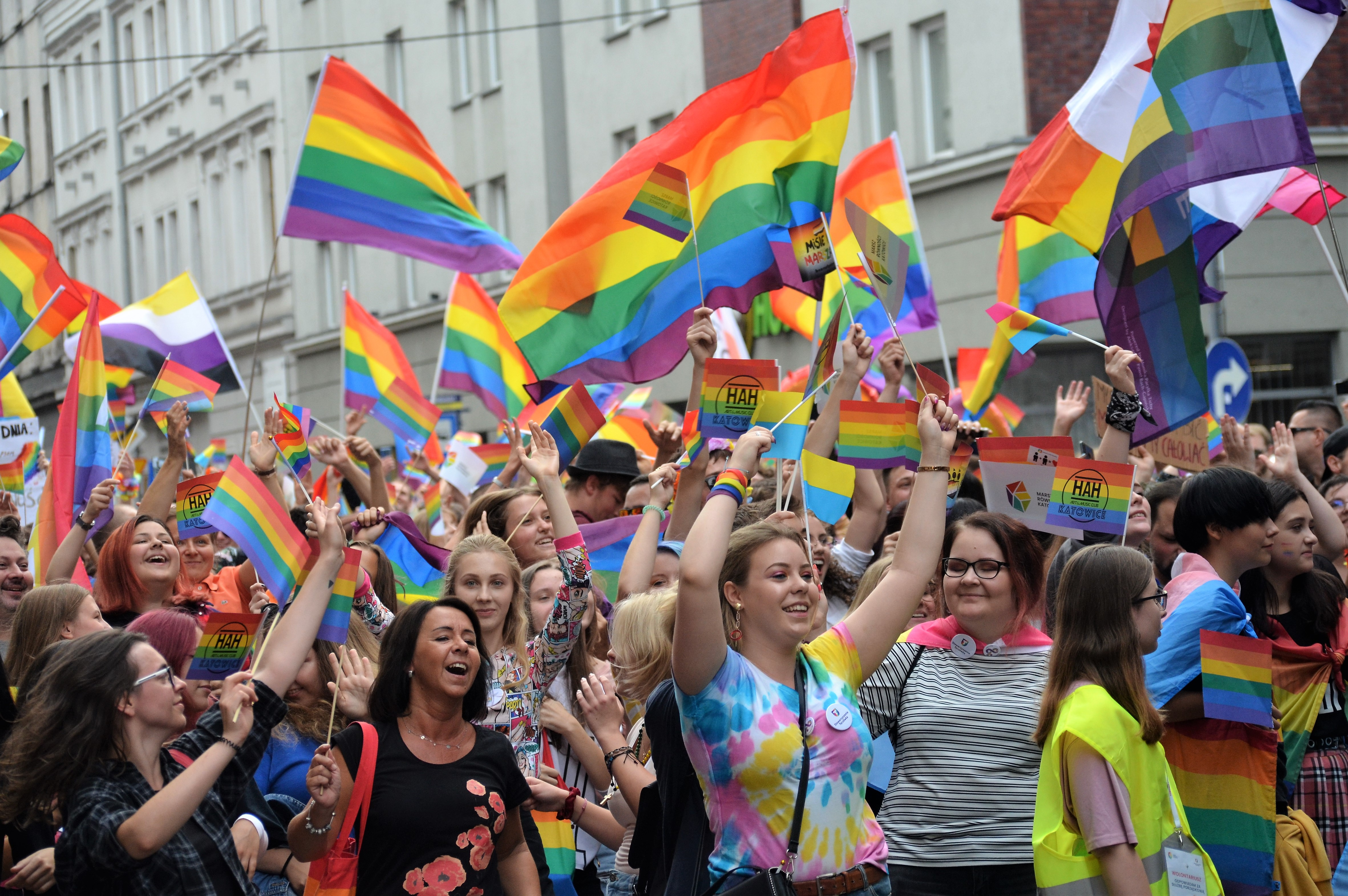
Manifestantes portando banderas del Orgullo LGBT durante una marcha en Katowice, Polonia, en 2019.

El concepto de orgullo LGBT (expandido a veces a orgullo LGBTQIA+) se refiere al fomento de la dignidad, igualdad, validez y mayor visibilidad como grupo social de las personas que forman parte de la comunidad LGBT, incluyendo lesbianas, gays, bisexuales, transgénero e intersexuales. La palabra orgullo es en este caso un antónimo de vergüenza o estigma, conceptos que se han utilizado a lo largo de la historia para controlar y oprimir a las personas LGBT. El orgullo en este sentido es una afirmación de cada individuo y de la comunidad en su conjunto.
El movimiento moderno del orgullo LGBT comenzó después de los disturbios de Stonewall en 1969, cuando los homosexuales en los bares locales se enfrentaron al Departamento de Policía de Nueva York, durante una redada inconstitucional. Aunque fue una situación violenta, le dio a la comunidad hasta entonces clandestina el primer sentido de orgullo común en un incidente muy publicitado. Del desfile anual que celebra el aniversario de los disturbios de Stonewall, nació un movimiento popular nacional, y hoy en día muchos países de todo el Mundo celebran el orgullo LGBT. El movimiento ha estado promoviendo la causa de los derechos LGBT, presionando a los políticos, registrando votantes y aumentando la visibilidad para educar sobre temas importantes para la comunidad LGBT. El movimiento del orgullo LGBT aboga por el reconocimiento de la igualdad de derechos y el matrimonio igualitario para las personas LGBT.
El movimiento del orgullo LGBT tiene tres premisas principales: que las personas deben estar orgullosas de su orientación sexual e identidad de género, que la diversidad sexual es un regalo, y que la orientación sexual y la identidad de género son inherentes al individuo y no pueden cambiarse intencionalmente. Los símbolos del orgullo LGBT incluyen las banderas del arcoíris, trans, bisexual, la letra griega lambda, el triángulo rosa y el triángulo negro. El movimiento es un esfuerzo global por lograr la igualdad de derechos y la aceptación social para las personas de diversas orientaciones sexuales e identidades de género. Este movimiento ha evolucionado a lo largo de las décadas y ha incluido una amplia gama de actividades y logros significativos. Además, continúa evolucionando, adaptándose a los desafíos contemporáneos y celebrando sus logros mientras trabaja hacia un futuro de igualdad y aceptación para todas las personas, sin importar su orientación sexual o identidad de género.

## Etimología
El término "Orgullo Gay" (en inglés: "Gay Pride") fue elaborado por Thom Higgins, un activista por los derechos de los homosexuales en Minesota. A Brenda Howard, junto con el activista bisexual Robert A. Martin (también conocido como Donny the Punk) y el activista gay L. Craig Schoonmaker, se les atribuye la popularización de la palabra "Orgullo" para describir estas festividades.

## Historia del Movimiento LGBT+

### Precursores (antes de 1960)
El período comprendido entre el siglo XIX y principios del siglo XX fue crucial para el surgimiento de los primeros movimientos organizados en defensa de los derechos homosexuales. Durante el siglo XIX, la homosexualidad estaba criminalizada en gran parte del mundo y se consideraba una desviación moral y un trastorno médico. En este contexto de represión y estigmatización, surgieron las primeras voces que abogaban por la aceptación y los derechos de las personas homosexuales.

#### El Comité Científico-Humanitario
El Comité Científico-Humanitario (en alemán: Wissenschaftlich-humanitäres Komitee, abreviado WhK) es una entidad multidisciplinaria compuesta por expertos en diversas áreas, como ciencias naturales, sociales, y humanidades, entre otras. Este comité se encarga de estudiar y abordar los aspectos científicos, sociales y éticos relacionados con un determinado tema o proyecto. Su objetivo principal es proporcionar asesoramiento y orientación basados en evidencia científica y consideraciones éticas para la toma de decisiones y la gestión de proyectos.

##### Fundación y Objetivos
El Comité Científico-Humanitario fue fundado en 1897 en Berlín por el médico y sexólogo Magnus Hirschfeld junto con Max Spohr, Eduard Oberg y Franz Joseph von Bülow. Fue la primera organización del mundo en defender los derechos de las personas homosexuales y luchar contra la discriminación.
El objetivo principal del Comité era abogar por la despenalización de la homosexualidad y combatir el párrafo 175 del Código Penal Alemán, que criminalizaba los actos homosexuales entre hombres.

#### Magnus Hirschfeld
Magnus Hirschfeld fue una figura central en el movimiento por los derechos homosexuales. Era un médico y sexólogo judío-alemán que dedicó su vida a la defensa de las minorías sexuales. Hirschfeld creía firmemente en la teoría de que la orientación sexual es innata y no debe ser motivo de discriminación.

#### Karl Heinrich Ulrichs
Antes del Comité Científico-Humanitario, Karl Heinrich Ulrichs (1825-1895) fue uno de los primeros defensores de los derechos homosexuales. En la década de 1860, Ulrichs, un abogado y escritor alemán, comenzó a publicar escritos en los que defendía que la homosexualidad era una orientación natural. Se le considera uno de los primeros activistas en hablar abiertamente sobre su propia homosexualidad y abogar por los derechos de las personas homosexuales.

#### El Movimiento en el Reino Unido
En el Reino Unido, el activista Edward Carpenter (1844-1929) fue una figura prominente en el movimiento por los derechos homosexuales. Carpenter fue un poeta, filósofo y socialista que vivió abiertamente como homosexual y escribió extensamente sobre la sexualidad y la necesidad de una mayor aceptación social de las personas homosexuales.

### Años 50 y 60: Primeros Grupos de Defensa en Estados Unidos

#### La Mattachine Society
La Mattachine Society, fundada en 1950 por Harry Hay y un grupo de amigos en Los Ángeles, es una de las primeras organizaciones de derechos homosexuales en Estados Unidos. Su nombre se inspiró en las sociedades secretas medievales francesas que actuaban de manera anónima para proteger sus identidades.
Objetivos y Actividades:
- Educación y Conciencia Pública: La Mattachine Society buscaba educar al público sobre la homosexualidad y abogar por la aceptación social.
- Defensa Legal: Proporcionaban apoyo legal a personas homosexuales que enfrentaban arrestos y persecución.
- Revistas y Publicaciones: Publicaban revistas como ONE y The Ladder para difundir información y crear una comunidad entre las personas homosexuales.
- Grupos de Discusión: Organizaron reuniones y grupos de discusión para brindar apoyo y un sentido de comunidad.

Impacto y Legado:
- La Mattachine Society jugó un papel crucial en la visibilidad de las personas homosexuales y en la lucha contra las leyes discriminatorias.
- A medida que el grupo creció, se expandieron a otras ciudades, incluyendo Nueva York y San Francisco.

#### Las Hijas de Bilitis
Las Hijas de Bilitis (Daughters of Bilitis, DOB) fue la primera organización lesbiana en Estados Unidos, fundada en San Francisco en 1955 por Del Martin y Phyllis Lyon. El nombre "Bilitis" hace referencia a una figura lésbica en la poesía de Pierre Louÿs.
Objetivos y Actividades:
- Creación de Comunidad: Las DOB proporcionaban un espacio seguro para que las lesbianas se conocieran y discutieran sus experiencias.
- Educación y Activismo: Trabajaban para educar tanto a la comunidad lesbiana como al público en general sobre la homosexualidad y los derechos de las lesbianas.
- Publicaciones: Publicaban The Ladder, la primera revista lesbiana en Estados Unidos, que ayudaba a unir a la comunidad dispersa y a dar visibilidad a los problemas que enfrentaban.

Impacto y Legado:
- Las Hijas de Bilitis jugaron un papel fundamental en la construcción de una identidad lesbiana y en la lucha por los derechos de las lesbianas.
- Su trabajo sentó las bases para futuros movimientos feministas y de derechos LGBT+.

### Disturbios de Stonewall (1969)

#### Contexto y Antecedentes
En los años 60, la comunidad LGBT+ en Estados Unidos enfrentaba una intensa discriminación y persecución. La homosexualidad era considerada un delito en la mayoría de los estados, y los bares gay eran regularmente objeto de redadas policiales.
El Stonewall Inn:
- El Stonewall Inn era un bar gay en el barrio de Greenwich Village, Nueva York, que era popular entre la comunidad LGBT+, incluyendo a personas transgénero, drag queens, jóvenes sin hogar y otros marginados.

#### Los Disturbios de Stonewall
Eventos del 28 de junio de 1969:
- En la madrugada del 28 de junio de 1969, la policía realizó una redada en el Stonewall Inn. Esta redada fue diferente porque, en lugar de dispersarse, los clientes del bar resistieron y se enfrentaron a la policía.
- La tensión se convirtió en una serie de enfrentamientos violentos que se prolongaron durante varias noches. Los disturbios vieron a miles de personas enfrentarse a la policía en una serie de manifestaciones espontáneas.

#### Impacto y Consecuencias
Punto de Inflexión:
- Los disturbios de Stonewall se consideran el catalizador del movimiento moderno por los derechos LGBT+ en Estados Unidos y el mundo.
- Tras los disturbios, se formaron numerosas organizaciones de defensa de los derechos LGBT+, como el Gay Liberation Front (GLF) y el Gay Activists Alliance (GAA).

Marchas del Orgullo:
- Un año después de los disturbios, el 28 de junio de 1970, se celebraron las primeras marchas del orgullo gay en Nueva York, Los Ángeles y Chicago, conmemorando el aniversario de Stonewall. Estas marchas sentaron las bases para las celebraciones del Orgullo LGBT+ que se realizan en todo el mundo hoy en día.